# Diporiphora gracilis
Diporiphora gracilis — вид ігуаноподібних ящірок родини агамових (Agamidae). Ендемік Австралії. Описаний у 2019 році.

## Поширення і екологія
Diporiphora gracilis відомі з типової місцевості, розтавшованої на південному заході регіону Кімберлі на півночі Західної Австралії. Вони живуть у сухих трав'янистих саванах.